# Iranoleon vartianae
Iranoleon vartianae är en insektsart som beskrevs av Hölzel 1968. Iranoleon vartianae ingår i släktet Iranoleon och familjen myrlejonsländor. Inga underarter finns listade i Catalogue of Life.